# レオポルト・モーツァルト国際ヴァイオリン・コンクール
レオポルト・モーツァルト国際ヴァイオリン・コンクール（Internationaler Wiolinwettbewerb Leopold Mozart; International Violin Competition Leopold Mozart）は、アウクスブルクで開催されてきたヴァイオリニストの国際コンクール。
1987年に第1回が開催され、以後4年に1度開催された。かつての主催者は、アウクスブルク市とニュルンベルク＝アウクスブルク音楽大学であった。レオポルト・モーツァルトの生誕300周年であった2019年に開催された第10回を最後限りに、資金上の理由から以降のコンクールが開催されていない。

## 開催年と入賞者
過去の優勝者などについては、公式ウェブサイトに掲載されている。
- 第1回（1987年）[4]
  - 第1位 イザベル・ファウスト（ドイツ）
  - 第2位 シグルーン・エスヴァルドスドッティル（スウェーデン語版）（アイスランド）
  - 第3位 Sang Mee Lee（アメリカ）、Annette Behr-König（ドイツ）
  - 特別賞 Drorit Valk（イスラエル）
- 第2回（1991年）[5]
  - 第1位 ベンヤミン・シュミット（ドイツ語版）（オーストリア）
  - 第2位（2位は3位なしの同点2人） 服部譲二（日本）、Kyung-Sun Lee（韓国）
  - 特別賞 Gabriel Adorjan（デンマーク）、ジェイムズ・エーネス（カナダ）
- 第3回（1995年）[6]
  - 1位なしの第2位 Felicitas Clamor-Hofmeister（ドイツ）、植村理葉（日本）（植村はモーツァルト賞も受賞[注釈 3]）
  - 第3位 瀬﨑明日香（日本）
  - 第4位 Nicolai Satschenko（ロシア）（併受賞：聴衆賞）
  - 特別賞 Karina Buschinger（ドイツ）、イゴール・マリノフスキー（英語版）（ロシア）、Christian Daniel Nenescu（ルーマニア）、Mari Suzuki（日本）、キャロリン・ヴィドマン（英語版）（ドイツ）、ヤメイ・ユー（ドイツ語版）（中国）
- 第4回（1999年）[7]
  - 第1位 レナ・ノイダウアー（英語版）（ドイツ）（併受賞：聴衆賞、リヒャルト・シュトラウス賞）
  - 第2位 Bogdan Zvoristeanu（ルーマニア）（併受賞：特別賞〈委嘱作品賞〉）
  - 第3位 Katja Lämmermann（ドイツ）（併受賞：特別賞〈リヒャルト・シュトラウス・ソナタ〉）
  - 第4位 荻原尚子（wikidata）（日本）
  - 特別賞 Ji-Yun Han（韓国）、Tuan-Cuong Hoang（ベトナム）、Yi Yang（中国）
  - 資金援助 Sophie Heinrich（ドイツ）、アンドレアス・純・ヤンケ（ドイツ）、永井公美子（日本）
- 第5回（2003年）[8]
  - 第1位 キム・スーヤン（ドイツ語版）（韓国）（併受賞：聴衆賞、特別賞〈委嘱作品賞〉）
  - 第2位 イェウン・チェ（wikidata）（韓国）
  - 第3位 ソフィア・ヤッフェ（ドイツ語版）（ドイツ）
  - 第4位 マーカス・タンバーガー（ドイツ語版）（ドイツ）
  - 特別賞 ソフィア・ヤッフェ（ドイツ）、カロリーナ・クロコフスキー・ペレツ（コロンビア）、岡崎慶輔（日本）
  - ケスター・ホイスラー財団奨学金1年分 有希・マヌエラ・ヤンケ（ドイツ）
- 第6回（2006年）[9]
  - 第1位 Yura Lee（韓国）（併受賞：聴衆賞、若手音楽家審査員賞）
  - 第2位 Gahyun Cho（韓国）、有希・マヌエラ・ヤンケ（ドイツ）
  - 特別賞（委嘱作品賞） ヌリット・スターク（ドイツ語版）（イスラエル）
  - ユース奨励賞 チェチーリア・ベルナルディーニ（オランダ語版）（イタリア/オランダ）、小林美樹（日本）、マリア・マホフスカ（ポーランド語版）（ポーランド）
- 第7回（2009年）[10]
  - 第1位 Jehye Lee（韓国）（併受賞：聴衆賞、室内楽賞）
  - 第2位 Friederike Starkloff（ドイツ）
  - 第3位 ロマン・パトチュカ（wikidata）（チェコ）（併受賞：若手音楽家審査員賞）
  - 特別賞
    - 委嘱作品賞 - 寺内詩織（日本）
    - セミファイナル参加賞 - Suyeon Kang（韓国/オーストラリア）、Hyeyoon Park（韓国）

  - ユース奨励賞 - Martha Cohen（ドイツ）、篠原悠那（日本）
- 第8回（2013年）[11]
  - 第1位 Maia Cabeza（アメリカ/カナダ）（併受賞[注釈 4]：特別賞〈クロンベルク・アカデミー（英語版）参加〉）
  - 第2位 Jonian-Ilias Kadesha（ギリシャ/アルバニア）（併受賞：特別賞〈室内楽〉）
  - 第3位 Thomas Reif（ドイツ）
  - 第4位 Young Uk Kim（韓国）
  - 前衛作品解釈特別賞 Maia Cabeza（アメリカ/カナダ）、Ken Schuman（ドイツ）
  - ユース奨励賞 Ho-Hsuan Feng（台湾）、城戸かれん（wikidata）（日本）、Marie Isabel Kropfitsch（オーストリア）、François Pineau-Benois（フランス）、Christa-Maria Stangorra（ドイツ）
- 第9回（2016年）[12]
  - 第1位 Ji Won Song（韓国）（併受賞：特別賞〈CD制作〉）
  - 第2位 何子毓（英語版）（中国）（併受賞：特別賞〈委嘱作品賞〉）
  - 第3位 Jae Hyeong Lee（韓国）
  - 特別賞（シュヴァーベン室内楽） 篠山春菜（日本）
  - ユース奨励賞 Wonbeen Chung（韓国）、菊川穂乃佳（日本）、Hana Mundiya（アメリカ）、Anne Maria Wehrmeyer（ドイツ）
  - 特別賞（シェーンタール修道院マスタークラス） Anna Göckel（フランス）
- 第10回（2019年）[13]
  - 第1位 ジョシュア・ブラウン（アメリカ）（併受賞：特別賞〈CD制作〉）
  - 第2位 Karisa Chiu（アメリカ）[注釈 5]
  - 第3位 大江馨（wikidata）（日本）（併受賞：特別賞〈委嘱作品賞〉）
  - 特別賞（批評家賞） シモン・ウィーナー（ドイツ語版）（スイス）
  - ユース奨励賞 Hyojin Kan（韓国）、中島菜穂子（日本/アメリカ）、Hsin-Yu Shih（台湾）、Sara Zeneli（イタリア）